# Valse no 2 de Chostakovitch
Pour les articles homonymes, voir Valse.
La Valse no 2 ou Valse de Chostakovitch ou Sérénade-valse de Chostakovitch opus 99a, est une valse allegretto poco moderato pour orchestre symphonique, 7e des huit mouvements de sa Suite pour orchestre de variété no 1 opus 50b, composée en 1956 par le compositeur russe Dmitri Chostakovitch (1906-1975). Elle est une de ses œuvres les plus célèbres, souvent jouée indépendamment (la Suite pour orchestre de variété no 1 de 1956 est souvent confondue avec la Suite pour orchestre de jazz no 2 de 1938).

## Historique
Dmitri Chostakovitch est lauréat du prix international de la paix de 1953 (pendant la guerre froide entre URSS et États-Unis, en même temps que Charlie Chaplin) et âgé de 50 ans en 1956, lorsqu'il compose cette musique de film (sous le nom Le Premier Détachement op.99a de la liste des œuvres de Dmitri Chostakovitch) du film russe Le Premier Convoi de Mikhaïl Kalatozov. Elle est intégrée à la Suite pour orchestre de variété no 1 opus 50b, et créée en Europe de l'Ouest le 1er décembre 1988 au Barbican Centre de Londres, par l'Orchestre symphonique de Londres du chef russe Mstislav Rostropovitch (alors incorrectement identifiée par erreur Suite pour orchestre de jazz no 2).
Une redécouverte en 1999 d'une réduction pour piano de la véritable Suite pour orchestre de jazz no 2 de Chostakovitch de 1938 (perdue durant la Seconde Guerre mondiale) permet une reconstitution de l'œuvre en trois mouvements par le compositeur britannique Gerard McBurney, crée en 2000 aux BBC Proms de Londres, et de corriger la longue confusion et amalgame erroné entre Suite pour orchestre de variété no 1 de 1956, et Suite pour orchestre de jazz no 2 de 1938.

## Structure de la Suite pour orchestre de variéténo1
1. Marche
2. Danse no 1 (Presto)
3. Danse no 2 (Allegretto Scherzando)
4. Petite Polka (Allegretto)
5. Valse lyrique (Allegretto)
6. Valse no 1 (Sostenuto)
7. Valse no 2 (Allegretto poco moderato)
8. Finale (Allegro moderato)

## Utilisations dans l'audiovisuel

### Cinéma
- 1956 : Le Premier Convoi, de Mikhaïl Kalatozov.
- 1966 : Guerre et Paix (série de films), de Serge Bondartchouk,
- 1993 : Fanfan, d'Alexandre Jardin,
- 1999 : Eyes Wide Shut, de Stanley Kubrick, (thème d'ouverture et de générique de fin).
- 2007 : 99 francs, de Jan Kounen,
- 2012 : Anna Karénine, de Joe Wright,
- 2013 : Nymphomaniac, de Lars von Trier,
- 2016 : Batman v Superman : L'Aube de la justice, de Zack Snyder,

### Publicité
- Années 1990 : Série de publicités télévisuelles CNP Assurances[3].

## Instrumentation
| Instrumentation de la Suite pour orchestre de variété no 1 |
| Cordes |
| premiers violons, seconds violons, altos, violoncelles, contrebasses 1 guitare, 2 pianos                                                                           |
| Bois |
| 2 flûtes (avec 1 piccolo), 1 hautbois, 4 clarinettes, 1 basson, 2 saxophones altos, 2 saxophones ténors 1 accordéon                                                |
| Cuivres |
| 3 cors, 3 Trompettes, 3 trombones, 1 tuba |
| Percussions |
| Timbales, 1 célesta, 3 percussionnistes (avec triangle, tambourin, caisse claire, grosse caisse, cymbale, cymbale suspende, glockenspiel, xylophone et vibraphone) |